# Socha svatého Floriána (Opočno)
Socha svatého Floriána je menší barokní památka v Opočně v okrese Rychnov nad Kněžnou. Je věnována sv. Floriánovi, ochránci před ohněm. Pořízena byla po rozsáhlém požáru části města.

## Vznik
Socha sv. Floriána na podstavci je datována chronogramem do roku 1734. Autorem je sochař a řezbář Ignác Rohrbach z Chrudimi, doložený archivními prameny. Pořízena byla na objednávku Rudolfa hraběte Colloredo-Waldsee nákladem 150 zlatých.

## Popis
Socha je ukázkou práce vrcholného baroka. Jako materiál byl použit červenohnědý pískovec. Postava sv. Floriána je v nadživotní velikosti, opatřená přilbou a poodhaleným pláštěm. V levé ruce drží v úrovni hlavy žerď praporu. Samotná socha sv. Floriána je v pokleku a obklopena andílky provádějící hasebnou činnost. Podstavec je trojboký s reliéfem erbů Colloredo-Waldsee a Starhembergů a opatřený vpředu a vzadu latinskými nápisy. Celá socha je obklopena balustrádou.

## Umístění
Socha je umístěna na Trčkově náměstí v Opočně blíže budově základní školy. Proti ní se nachází Sousoší svatého Jana Nepomuckého.